# Międzylesie
Pour les articles homonymes, voir Międzylesie (homonymie).
Międzylesie (en allemand Mittelwalde) est une ville de Pologne, située dans le sud-ouest du pays, dans la voïvodie de Basse-Silésie. Elle est le chef-lieu de la gmina de Międzylesie, dans le powiat de Kłodzko.

## Histoire
De 1818 à 1945, Mittelwalde fait partie de l'arrondissement d'Habelschwerdt dans le district de Breslau au sein de la province de Silésie.